# Grandi Navi Veloci
Grandi Navi Veloci, abbreviata GNV, è una compagnia di navigazione italiana fondata nel 1992 da Aldo Grimaldi. La prima nave, la Majestic, è stata varata nel 1993.
La Compagnia opera collegamenti marittimi in Sardegna, Sicilia, Albania, Spagna, Baleari, Tunisia, Marocco e Francia. Oltre ai servizi mirati per la parte passeggeri, la flotta di Grandi Navi Veloci si è impegnata nello sviluppo delle linee delle Autostrade del mare.

## Storia
Grandi Navi Veloci nasce nel 1992, per volontà dell'allora amministratore delegato e presidente Aldo Grimaldi, come la più giovane compagnia di navigazione del Gruppo Grimaldi (ed è tuttora tra le più giovani flotte d'Europa). La volontà di Grimaldi era quella di creare una flotta di navi che rivoluzionassero il cabotaggio in Italia, coniugando capacità di trasporto auto e merci con il comfort per i passeggeri di una nave da crociera, velocizzando i collegamenti da e per le isole. I primi passi di GNV hanno inizio sulla linea Genova – Palermo, la quale viene ancora oggi effettuata. La sede legale della compagnia viene stabilita a Palermo, mentre quella amministrativa a Genova (dove il gruppo Grimaldi, nato quarantacinque anni prima dallo stesso Aldo insieme ai fratelli Guido, Luigi e Mario, aveva già sede oltre a Napoli).
Proprio sulla prima rotta della neo-costituita società entra in servizio nel 1993 la prima nave della flotta, la Majestic.
Nel 1994 arriva la seconda nave, Splendid, che inaugura la rotta solo estiva Genova – Porto Torres. La nave viene poi impiegata per effettuare le prime mini-crociere sulla rotta Genova - Palermo - Tunisi - Malta.
Nel 1996 entra in servizio la motonave Fantastic. Lo stesso anno debutta il sito Internet ufficiale.
Nel 1997 Grandi Navi Veloci, insieme a tutto il gruppo Grimaldi, ottiene la certificazione del sistema qualità ISO 9002 primo riconoscimento del genere in Italia per le navi traghetto e comincia a operare sulla linea Livorno – Palermo.
Nel 1998 entra in servizio la motonave Excellent sulla nuova linea Genova – Olbia, che risulterà strategica soprattutto nei mesi estivi per la compagnia. Nel frattempo, impiegando la Fantastic, viene riaperta una rotta storica, la Genova – Barcellona. A fine anno nasce la prima agenzia diretta Grandi Navi Veloci a Milano.
Nel 1999 arriva la Excelsior, da quel momento divenuta l'ammiraglia della flotta, e insieme anche la Victory, acquistata dal Giappone e nel frattempo riallestita. Sul finire dello stesso anno Grandi Navi Veloci diviene la prima compagnia in Italia a essere quotata in borsa.
Nel 2002 entra in servizio La Superba – il cui nome è un omaggio alla città di Genova –, all'epoca il cruise-ferry più grande della flotta. Un anno dopo è affiancata dalla gemella, La Suprema.
Nel 2003 Grandi Navi Veloci inaugura la linea Genova – Tunisi.
Nel 2004 la famiglia Grimaldi e i fondi di Private Equity gestiti da Permira arrivano a un accordo per l'ulteriore sviluppo della società, con l'ingresso nel capitale di Grandi Navi Veloci dell'80% di Permira e il restante 20% a Grimaldi Holding. Aldo Grimaldi rimane alla presidenza della compagnia, affiancato dal direttore generale Paolo Favilla fino al 2008.
Nel 2007 viene varato ed entra in servizio la Coraggio e, nello stesso anno, prende servizio anche la gemella Audacia.
Nel 2008 si inaugura la linea Genova – Barcellona – Tangeri, dando il via ai collegamenti con il Marocco. Dallo stesso anno viene offerto il servizio di bordo "Pets, Welcome on Board", che prevede cabine riservate per i possessori di animali domestici.
Nel 2009 la famiglia Grimaldi esce definitivamente dalla compagine azionaria e dal management di Grandi Navi Veloci.
Nel 2010 viene venduta la Victory e vengono messe in trattativa per la vendita a una società vietnamita anche le ammiraglie La Superba e La Suprema: l'accordo avviene con una sorta di joint-venture, ossia con facoltà di utilizzo ancora per un determinato periodo da parte di Grandi Navi Veloci. Ad accordo avvenuto, i vietnamiti rinunciano e così Grandi Navi Veloci ritira le due ammiraglie dal mercato, reimmettendole in flotta. Viene varato un nuovo traghetto Ro-Ro, la Forza, che ricalca il nome della motonave divenuta nel 2008 Superfast I. La Coraggio ritorna alla Grimaldi Holding che la sottopone a lavori di espansione delle aree passeggeri per portarne la capacità da 500 a 1 000 e in ottobre viene noleggiata alla Stena Line per dodici mesi, che la inserisce sulla linea Hoek van Holland – KillingHolme. Viene noleggiata per due anni dalla Grimaldi Lines la nave Zeus Palace.
Nel 2011 l'assemblea straordinaria degli azionisti di Grandi Navi Veloci delibera un aumento del capitale sociale riservato a favore di Marinvest Srl, a cui viene destinata una partecipazione pari al 50% del capitale sociale di Grandi Navi Veloci. Marinvest entra a far parte dell'azionariato Grandi Navi Veloci tramite un aumento di capitale a fronte di un conferimento misto, mediante apporto di cassa e di tre navi (SNAV Toscana, SNAV Lazio, SNAV Sardegna).
Nel 2012 Grandi Navi Veloci inaugura due nuovi collegamenti marittimi tra il porto francese di Sète e i porti marocchini di Tangeri e Nador. Ad agosto dello stesso anno l'assemblea degli azionisti di Grandi Navi Veloci delibera un aumento del capitale sociale del valore di 30 milioni di euro; la Compagnia è partecipata da Marinvest (50%), Investitori Associati (43,40%), IDeA Co-Investment Fund (3,66%), Charme (1,83%), e altri azionisti (1,11%).
Alla fine dell'estate 2012 la rotta Genova - Olbia viene chiusa; sarà riaperta nuovamente nell'estate 2019.
L'11 dicembre 2013 viene deliberato un aumento del capitale sociale a 169999988,97 €. Le percentuali di partecipazione degli azionisti di riferimento sono ripartite tra Marinvest S.r.l.: (57,39%), Investitori Associati: (36,97%), Idea Capital Funds s.g.r. S.p.a (3,12%), Charme Investment S.C.A. (1,56%) e altri (0,96%).
Dal 31 luglio 2015 la società inaugura la linea Bari-Durazzo con il traghetto Rhapsody e poi successivamente con GNV Azzurra.
A settembre 2016 Matteo Catani viene nominato amministratore delegato.
Nel 2017 apre due nuove rotte: a giugno la Nador - Barcellona con la GNV Atlas, appena rimodernata, attiva solo nel periodo estivo alternata alla Nador - Sète, mentre a novembre apre un nuovo scalo merci bisettimanale che collega Genova - Livorno - Trapani - Marsaxlokk, inizialmente con la Bore Bay, poi con il traghetto GNV Azzurra e successivamente con la Caroline Russ.
Il 17 aprile 2019 viene acquistata la nave Oscar Wilde dalla Irish Ferries, fu portata a Genova dove venne ribattezzata GNV Allegra e sottoposta al cambio livrea. Entrò quasi immediatamente in linea il 28 maggio 2019 sulla Genova-Olbia, rotta estiva riaperta dopo 7 anni di chiusura.
Il 4 agosto 2020 viene annunciato l'acquisto di una nuova unità Ro-Pax dal cantiere Navale Visentini di Porto Viro, che sarà pronta nella primavera del 2021 e andrà a rafforzare la flotta. La nuova nave, denominata GNV Bridge, con GT di circa 32 000 tonnellate e 203 metri di lunghezza, sarà dotata di impianto scrubber di ultima generazione, in grado di garantire una minimizzazione delle emissioni in atmosfera e svilupperà una velocità di crociera di 24 nodi. Sarà dotata di servizi di bordo confortevoli – tra cui ristorante, self service, bar e 157 cabine – e potrà ospitare oltre 1 000 passeggeri. Avrà inoltre una portata per i rotabili di 2 564 metri lineari e sarà dotato di 80 reefer plug.
Il 29 settembre 2020 viene annunciato il noleggio per un anno delle due unità Forza e Tenacia che entreranno a far parte della flotta della compagnia a partire dal 15 ottobre seguente. Le due unità, costruite rispettivamente nel 2010 e nel 2008 presso i Nuovi Cantieri Apuania, possiedono ciascuna una capacità di circa 2 500 metri lineari e circa 1 000 passeggeri, una velocità di 23 nodi e sono dotate di scrubber di ultima generazione, in grado di garantire un ridottissimo impatto sull'ambiente.
Il 14 gennaio 2021 viene annunciato il noleggio della GNV Sealand; costruita nel 2009 presso i Cantieri Visentini, con una capacità di 2.255 metri lineari e di 195 auto, può accogliere a bordo fino a 880 persone.
Il 12 aprile 2021 viene annunciato l'acquisto di due traghetti da P&O Ferries, Pride of York e Pride of Bruges, con una capacità di 850 auto e 950 passeggeri; saranno rinominati rispettivamente GNV Aries e GNV Antares.
Il 5 maggio 2021 viene annunciata l'apertura delle linee fra i porti di Barcellona e Valencia con Palma di Maiorca e Ibiza dal prossimo mese di luglio. Da Barcellona e Valencia i collegamenti con Palma di Maiorca saranno giornalieri mentre quelli con Ibiza verranno garantiti quattro volte a settimana. Le due navi impiegate saranno la nuovissima GNV Bridge sulla Barcellona – Palma – Ibiza e la GNV Sealand sulla Valencia – Palma – Ibiza.
Il 14 agosto 2021 viene annunciato che le navi Forza e Tenacia, noleggiate a scafo nudo da Grimaldi Holding, resteranno nella flotta di GNV per ulteriori 3 anni con opzione per altri 2 anni.
L’8 settembre 2021 viene annunciata l'apertura della linea Barcellona - Palma di Maiorca - Ciutadella in cui verrà impiegata la nave GNV Sealand, mentre sulla Valencia - Palma di Maiorca - Ibiza subentra la nave GNV Bridge. Pertanto la nave compie l'ultima traversata sulla Barcellona - Ibiza l'11 settembre 2021 per prendere servizio sul nuovo collegamento a partire dal 14 settembre 2021.
Il 28 dicembre 2021 viene annunciato l'ordine di due unità (con opzione per altre due) ro/ro di nuova costruzione presso il cantiere cinese Guangzhou Shipyard International (GSI). Le prime due navi saranno equipaggiate con scrubber, avranno 303 cabine e una capacità di trasporto pari a 1.500 passeggeri e 3.100 metri lineari di carico rotabile. Lo scafo sarà lungo 218 metri, largo 29,6 metri e potrà navigare a una velocità massima di 25 nodi. La costruzione della prima delle due unità è stata avviata il 26 novembre 2022.
Il 13 gennaio 2022 la compagnia di navigazione francese Brittany Ferries annuncia che il traghetto Cap Finistère è stato venduto alla GNV, per cui tale nave sarà sostituita dal traghetto Salamanca. Consegnato alla compagnia, il traghetto è stato ribattezzato GNV Spirit.
Il 31 gennaio 2022 inizia il noleggio della nave Golden Bridge di A-Ships Management, che viene impegnata nella rotte con le isole Baleari.
Nell’estate 2023 viene noleggiato lo Janas dalla Tirrenia CIN ed impiegato nei collegamenti per Sardegna e Sicilia.
Il 5 febbraio 2024 viene annunciato il varo della nave GNV Polaris, la prima delle 4 unità commissionate da GNV al cantiere cinese Guangzhou Shipyard International (GSI).
Il 5 marzo 2024 viene annunciato l’ingresso in flotta delle navi Moby Vinci e Sharden da Moby Lines, che prenderanno il nome di GNV Sirio e GNV Auriga. Inizieranno a operare per GNV dal 20 e dal 28 marzo 2024 sulle rotte Genova-Palermo e Genova-Porto Torres.
Il 27 giugno 2024 viene annunciato il varo del GNV Orion, la seconda delle 4 unità commissionate da GNV al cantiere cinese Guangzhou Shipyard International (GSI).
Il 4 luglio 2024 viene annunciata la posa della chiglia della nave GNV Virgo, la terza delle 4 unità commissionate da GNV al cantiere cinese Guangzhou Shipyard International (GSI).
Il 2 dicembre 2024 viene annunciato il varo tecnico della GNV Virgo e la posa della chiglia della nave GNV Aurora, la quarta delle 4 unità commissionate da GNV al cantiere cinese Guangzhou Shipyard International (GSI).
Il 23 ottobre 2024 viene annunciata la vendita per demolizione della nave GNV Aries.
Il 24 ottobre viene consegnata la GNV Polaris.
Il 26 marzo 2025 viene annunciato l'ordine di altri 4 traghetti di classe Polaris, simili a GNV Virgo e GNV Aurora ai cantieri GSI di Canton, con consegna prevista nel 2027.
Il 16 aprile 2025 viene annunciata la consegna del secondo traghetto classe Polaris, la GNV Orion.
Il 5 giugno 2025 vengono inaugurati dal traghetto Excellent i nuovi collegamenti bisettimanali tra Algeri, Sète e Béjaïa.
Il 14 giugno 2025 viene annunciata l'apertura del nuovo collegamento diretto tra Civitavecchia e Tunisi, senza scalo intermedio a Palermo, attivo dalla seconda metà di luglio.
Il 15 giugno 2025 il GNV Orion prende ufficialmente servizio nei collegamenti tra Genova e Palermo, aggiungendosi al GNV Polaris.

## Flotta
| Traghetto      | Immagine | Numero IMO | Lunghezza (m) | Larghezza (m) | Stazza (t.s.l.) | Velocità in nodi | Passeggeri | Metri lineari carico merci / Auto | Anno di costruzione | Note                                                               |
| -------------- | -------- | ---------- | ------------- | ------------- | --------------- | ---------------- | ---------- | --------------------------------- | ------------------- | ------------------------------------------------------------------ |
| GNV Orion      |          | 9948607    | 218           | 29,6          | 52.000          | 25               | 1785       | 3.100 /600                        | 2025                |                                                                    |
| GNV Polaris    |          | 9948592    | 218           | 30            | 46.403          | 25               | 1.500      | 3.100 /600                        | 2024                |                                                                    |
| La Suprema     |          | 9214288    | 211,50        | 30,40         | 49.270          | 30               | 3.000      | 2.800 / 1.000                     | 2003                |                                                                    |
| GNV Sirio      |          | 9293404    | 214           | 26,4          | 39.780          | 29               | 3.000      | 1.900 / 1.080                     | 2004                |                                                                    |
| GNV Auriga     |          | 9305269    | 214           | 26,4          | 39.780          | 29               | 3.000      | 1.900 / 1.080                     | 2005                |                                                                    |
| GNV Bridge     |          | 9893369    | 203           | 26            | 32.000          | 25               | 1.000      | 2.564 / 200                       | 2021                | Noleggiate da Visemar di Navigazione con contratto a lungo termine |
| GNV Sealand    |          | 9435454    | 186           | 25,6          | 26.904          | 25               | 830        | 2.225 / 200                       | 2009                | Noleggiate da Visemar di Navigazione con contratto a lungo termine |
| GNV Spirit     |          | 9198927    | 204           | 25            | 32.728          | 30               | 1.600      | 1.926 / 116                       | 2001                |                                                                    |
| Excelsior      |          | 9184419    | 201           | 26,80         | 39.739          | 24               | 2.250      | 2.250 / 760                       | 1999                |                                                                    |
| Excellent      |          | 9143441    | 201           | 26,80         | 39.739          | 24               | 2.250      | 2.250 / 760                       | 1998                |                                                                    |
| Rhapsody       |          | 9104835    | 171           | 38,80         | 44.307          | 21               | 2448       | 1.387 / 716                       | 1996                |                                                                    |
| Fantastic      |          | 9100267    | 188           | 26,80         | 35.886          | 23               | 2.000      | 1.700 / 760                       | 1996                |                                                                    |
| Splendid       |          | 9015747    | 214           | 26,80         | 39.139          | 23               | 2.000      | 2.250 / 1.000                     | 1994                |                                                                    |
| Majestic       |          | 9015735    | 188           | 26,80         | 32.777          | 23               | 1.650      | 1.700 / 760                       | 1993                |                                                                    |
| GNV Atlas      |          | 8712520    | 161           | 29            | 33.336          | 20               | 1.700      | 1.500 / 570                       | 1990                |                                                                    |
| GNV Cristal    |          | 8712518    | 161           | 29            | 33.336          | 20               | 1.700      | 1.500 / 570                       | 1989                |                                                                    |
| GNV Allegra    |          | 8506311    | 166           | 28            | 31.122          | 22               | 1.440      | 1.220 / 580                       | 1987                |                                                                    |
| GNV Antares    |          | 8503797    | 179           | 25            | 31.598          | 20               | 950        | 2100 / 850                        | 1987                |                                                                    |
| GNV Blu        |          | 8416308    | 177           | 28            | 31.910          | 18               | 1.700      | 1.500 / 600                       | 1986                |                                                                    |
| GNV Azzurra    |          | 7826790    | 168           | 24,52         | 29.706          | 20               | 2.100      | 750 / 560                         | 1981                |                                                                    |
| Golden Bridge  |          | 8902345    | 186,5         | 24,8          | 26.526          | 20               | 1.540      | 1.810 / 780                       | 1990                | Noleggiata da A-Ships Management                                   |
| Forza          |          | 9458523    | 199           | 34            | 26.000          | 25               | 1.000      | 2.500 / ?                         | 2010                | Noleggiate da Grimaldi Holding fino al 2027                        |
| Tenacia        |          | 9350707    | 199           | 34            | 26.000          | 25               | 1.000      | 2.500 / ?                         | 2008                | Noleggiate da Grimaldi Holding fino al 2027                        |
| Caroline Russ  |          | 9197533    | 153           | 21            | 10.488          | 20               | 12         | 1.600 / 0                         | 1999                | Noleggiate da Ernst Russ Ag                                        |
| Elisabeth Russ |          | 9186429    | 153           | 21            | 10.417          | 20               | 12         | 1.600 / 0                         | 1999                | Noleggiate da Ernst Russ Ag                                        |

### Navi in costruzione
| Tipologia         | Traghetto     | Stazza (t.s.l.) | Lunghezza | Larghezza | Capacità passeggeri | Metri lineari carico merci | Velocità in nodi | Cantiere                             | Consegna prevista | Note                   |
| ----------------- | ------------- | --------------- | --------- | --------- | ------------------- | -------------------------- | ---------------- | ------------------------------------ | ----------------- | ---------------------- |
| Fast Cruise Ferry | GNV Virgo     | 52.300          | 218       | 29,6      | 1.785               | 3.100                      | 25               | Guangzhou Shipbuilding International | 2025              | Varata in allestimento |
| Fast Cruise Ferry | GNV Aurora    | 52.300          | 218       | 29,6      | 1.785               | 3.100                      | 25               | Guangzhou Shipbuilding International | 2025              | Impostata              |
| Fast Cruise Ferry | Nuova unità 1 | 52.300          | 218       | 29,6      | 1.785               | 3.100                      | 25               | Guangzhou Shipbuilding International | 2027              | Da impostare           |
| Fast Cruise Ferry | Nuova unità 2 | 52.300          | 218       | 29,6      | 1.785               | 3.100                      | 25               | Guangzhou Shipbuilding International | 2027              | Da impostare           |
| Fast Cruise Ferry | Nuova unità 3 | 52.300          | 218       | 29,6      | 1.785               | 3.100                      | 25               | Guangzhou Shipbuilding International | 2028              | Da impostare           |
| Fast Cruise Ferry | Nuova unità 4 | 52.300          | 218       | 29,6      | 1.785               | 3.100                      | 25               | Guangzhou Shipbuilding International | 2028              | Da impostare           |

### Navi di proprietà del passato
| Traghetto  | Immagine | Lunghezza (m) | Larghezza (m) | Stazza (t.s.l.) | Passeggeri | Metri lineari carico merci / auto | Anno di costruzione | anni di servizio per GNV | Note                                 |
| ---------- | -------- | ------------- | ------------- | --------------- | ---------- | --------------------------------- | ------------------- | ------------------------ | ------------------------------------ |
| Victory    |          | 187,13        | 27            | 28.112          | 950        | 1.760 / 550                       | 1989                | 1998-2007                | Demolita ad Aliağa nel 2017          |
| La Superba |          | 211,50        | 30,40         | 49.270          | 3.000      | 2.800 / 1.000                     | 2002                | 2002-2023                | Venduta per la demolizione ad Aliağa |
| GNV Aries  |          | 179           | 25            | 31.785          | 950        | 2.100 / 850                       | 1987                | 2021-2024                | Demolita ad Aliağa nel 2025 come Ari |

## Rotte

### Sicilia, Malta e Tunisia
| Linea                            | Frequenza        | Traghetto utilizzato           | Note          |
| -------------------------------- | ---------------- | ------------------------------ | ------------- |
| Genova ↔ Palermo                 | quotidiana       | GNV Polaris / GNV Orion        |               |
| Civitavecchia ↔ Palermo ↔ Tunisi | settimanale      | GNV Spirit                     |               |
| Civitavecchia ↔ Termini Imerese  | pentasettimanale | GNV Spirit / Tenacia           |               |
| Napoli ↔ Termini Imerese         | settimanale      | Tenacia                        |               |
| Napoli ↔ Palermo                 | quotidiana       | GNV Sirio / GNV Auriga         |               |
| Genova ↔Tunisi                   | trisettimanale   | La Suprema                     |               |
| Genova ↔ Palermo ↔ La Valletta   | trisettimanale   | Caroline Russ / Elisabeth Russ | (rotte merci) |

### Sardegna
| Linea                 | Frequenza                                                                        | Traghetto utilizzato      | Periodo                          |
| --------------------- | -------------------------------------------------------------------------------- | ------------------------- | -------------------------------- |
| Porto Torres ↔ Genova | quotidiana (dal 13 maggio al 30 settembre) trisettimanale (dal 1º al 15 ottobre) | GNV Allegra / GNV Azzurra | dal 13 maggio al 15 ottobre 2025 |
| Olbia ↔ Genova        | esasettimanale                                                                   | Rhapsody / Splendid       | dal 13 maggio al 14 ottobre 2025 |

### Albania
Collegamento effettuato in partnership con Adria Ferries.
| Linea          | Frequenza  | Traghetto utilizzato       |
| -------------- | ---------- | -------------------------- |
| Bari ↔ Durazzo | quotidiana | GNV Antares / AF Francesca |

### Marocco e Francia
Grandi Navi Veloci ha iniziato a operare i collegamenti con il Marocco nel 2008, quando inaugurò la linea Genova – Barcellona – Tangeri.
| Linea                | Frequenza      | Traghetto utilizzato  |
| -------------------- | -------------- | --------------------- |
| Genova ↔ Tangeri Med | bisettimanale  | Excellent / Excelsior |
| Sète ↔ Tangeri       | bisettimanale  | Excellent / Excelsior |
| Barcellona ↔ Tangeri | trisettimanale | Excellent / Excelsior |
| Sète ↔ Nador         | settimanale    | GNV Atlas             |
| Barcellona ↔ Nador   | settimanale    | GNV Atlas             |
| Almería ↔ Nador      | settimanale    | GNV Cristal           |

### Francia e Algeria
| Linea       | Frequenza     | Traghetto utilizzato  |
| ----------- | ------------- | --------------------- |
| Sète-Béjaïa | bisettimanale | Excellent / Excelsior |
| Sète-Algeri | bisettimanale | Excellent / Excelsior |

### Spagna
| Linea               | Frequenza     | Traghetto utilizzato |
| ------------------- | ------------- | -------------------- |
| Genova ↔ Barcellona | bisettimanale | Majestic / Fantastic |

### Isole Baleari
| Linea                         | Frequenza      | Traghetto utilizzato   |
| ----------------------------- | -------------- | ---------------------- |
| Barcellona ↔ Palma di Maiorca | giornaliera    | GNV Bridge/GNV Sealand |
| Barcellona ↔ Mahón            | trisettimanale | Golden Bridge          |
| Barcellona → Ibiza            | trisettimanale | Golden Bridge          |
| Valencia ↔ Palma di Maiorca   | giornaliera    | GNV Bridge/GNV Sealand |
| Valencia ↔ Ibiza              | trisettimanale | GNV Sealand            |